# 萧仲宣
萧仲宣（1094年—1157年），本名野里补，辽朝归降金朝的将领，契丹族，枢密使、守司徒蕭撻不也之孙，中书令、守司空蕭特末之子，越国王萧仲恭同母弟。
萧仲宣聪敏好学，沉厚少言。其母为辽道宗的小女儿，五岁时，就遥授刺史，加太子少师，为本部详稳（将军）。保大四年（1124年），为护卫太保左右班详稳，随天祚帝西奔，至石辇铎，奉命留侍母亲，为金兵所获。金太宗嘉赏其孝，说他其能知辽国事，命权宣徽使，跟随右副元帅完颜宗辅伐北宋，及南宋宋高宗赵构。还师后，居家良久。金熙宗皇统二年（1142年），授镇国上将军，历任顺义、永定、昭义（天德四年任）、武宁、咸宁军节度使。为政平易，官吏不敢为奸，贿赂禁绝，朔州、潞州百姓为他立祠，刻石称颂。正隆二年（1157年）去世。